# One Step at a Time (George Strait)
One Step at a Time è il diciassettesimo album in studio del cantante di musica country statunitense George Strait, pubblicato nel 1998.

## Tracce
1. I Just Want to Dance with You (Roger Cook, John Prine) – 3:30
2. One Step at a Time (Earl Clark, Luke Reed) – 4:06
3. True (Marv Green, Jeff Stevens) – 3:34
4. Remember the Alamo (Gordon Kennedy, Wayne Kirkpatrick) – 4:31
5. Maria (Robert Earl Keen) – 4:39
6. We Really Shouldn't Be Doing This (Jim Lauderdale) – 2:31
7. Why Not Now (Steve Bogard, Stevens) – 3:21
8. That's the Breaks (Dean Dillon, Royce Porter) – 3:39
9. Neon Row (Jimmy Jay, Donny Kees) – 4:41
10. You Haven't Left Me Yet (Dana Hunt, Kent Robbins) – 3:46